# Олимпийская сборная Японии по футболу
Олимпийская сборная Японии по футболу или сборная Японии по футболу до 23 лет (англ. Japan national under-23 football team) — команда, представляющая Японию на Олимпийских (до 1992 года в Олимпийских играх принимала участие основная сборная) и Азиатских (до 2002 года в Азиатских играх принимала участие основная сборная) играх в дисциплине «Футбол», а также на чемпионате Азии по футболу среди молодёжных команд. В заявку сборной на Олимпийские игры могут включаться игроки не старше 23 лет, за исключением трёх футболистов, которые могут быть старше этого возраста.

## Статистика выступлений

### Олимпийские игры
| Показатели выступлений на Олимпийских играх | Показатели выступлений на Олимпийских играх | Показатели выступлений на Олимпийских играх | Показатели выступлений на Олимпийских играх | Показатели выступлений на Олимпийских играх | Показатели выступлений на Олимпийских играх | Показатели выступлений на Олимпийских играх | Показатели выступлений на Олимпийских играх | Показатели выступлений на Олимпийских играх |
| Год                                         | Раунд                                       | Место                                       | М                                           | В                                           | Н                                           | П                                           | МЗ                                          | МП                                          |
| ------------------------------------------- | ------------------------------------------- | ------------------------------------------- | ------------------------------------------- | ------------------------------------------- | ------------------------------------------- | ------------------------------------------- | ------------------------------------------- | ------------------------------------------- |
| 1908-1928                                   | не участвовали                              | не участвовали                              | не участвовали                              | не участвовали                              | не участвовали                              | не участвовали                              | не участвовали                              | не участвовали                              |
| 1936-1988                                   | см. Сборная Японии по футболу               | см. Сборная Японии по футболу               | см. Сборная Японии по футболу               | см. Сборная Японии по футболу               | см. Сборная Японии по футболу               | см. Сборная Японии по футболу               | см. Сборная Японии по футболу               | см. Сборная Японии по футболу               |
| 1992                                        | Не прошли квалификацию                      | Не прошли квалификацию                      | Не прошли квалификацию                      | Не прошли квалификацию                      | Не прошли квалификацию                      | Не прошли квалификацию                      | Не прошли квалификацию                      | Не прошли квалификацию                      |
| 1996                                        | Групповой этап                              | 9                                           | 3                                           | 2                                           | 0                                           | 1                                           | 4                                           | 4                                           |
| 2000                                        | Четвертьфинал                               | 6                                           | 4                                           | 2                                           | 0                                           | 2                                           | 6                                           | 5                                           |
| 2004                                        | Групповой этап                              | 13                                          | 3                                           | 1                                           | 0                                           | 2                                           | 6                                           | 7                                           |
| 2008                                        | Групповой этап                              | 15                                          | 3                                           | 0                                           | 0                                           | 3                                           | 1                                           | 4                                           |
| 2012                                        | 4-е место                                   | 4                                           | 6                                           | 3                                           | 1                                           | 2                                           | 6                                           | 5                                           |
| 2016                                        | Групповой этап                              | 10                                          | 3                                           | 1                                           | 1                                           | 1                                           | 7                                           | 7                                           |
| 2020                                        | 4-е место                                   | 4                                           | 6                                           | 4                                           | 0                                           | 2                                           | 8                                           | 5                                           |
| Итого                                       |                                             |                                             | 28                                          | 13                                          | 2                                           | 13                                          | 38                                          | 37                                          |

### Азиатские игры
| Показатели выступлений на Азиатских играх | Показатели выступлений на Азиатских играх | Показатели выступлений на Азиатских играх | Показатели выступлений на Азиатских играх | Показатели выступлений на Азиатских играх | Показатели выступлений на Азиатских играх | Показатели выступлений на Азиатских играх | Показатели выступлений на Азиатских играх | Показатели выступлений на Азиатских играх |
| Год                                       | Раунд                                     | Место                                     | М                                         | В                                         | Н                                         | П                                         | МЗ                                        | МП                                        |
| ----------------------------------------- | ----------------------------------------- | ----------------------------------------- | ----------------------------------------- | ----------------------------------------- | ----------------------------------------- | ----------------------------------------- | ----------------------------------------- | ----------------------------------------- |
| 1936-1998                                 | см. Сборная Японии по футболу             | см. Сборная Японии по футболу             | см. Сборная Японии по футболу             | см. Сборная Японии по футболу             | см. Сборная Японии по футболу             | см. Сборная Японии по футболу             | см. Сборная Японии по футболу             | см. Сборная Японии по футболу             |
| 2002                                      | Серебро                                   | 2                                         | 6                                         | 5                                         | 0                                         | 1                                         | 14                                        | 3                                         |
| 2006                                      | Групповой этап                            | -                                         | 3                                         | 2                                         | 0                                         | 1                                         | 5                                         | 4                                         |
| 2010                                      | Золото                                    | 1                                         | 7                                         | 7                                         | 0                                         | 0                                         | 17                                        | 1                                         |
| 2014                                      | Четвертьфинал                             | -                                         | 5                                         | 3                                         | 0                                         | 2                                         | 13                                        | 5                                         |
| 2018                                      | Серебро                                   | 2                                         | 7                                         | 5                                         | 0                                         | 2                                         | 10                                        | 5                                         |
| 2022                                      | предстоящий турнир                        | предстоящий турнир                        | предстоящий турнир                        | предстоящий турнир                        | предстоящий турнир                        | предстоящий турнир                        | предстоящий турнир                        | предстоящий турнир                        |
| Итого                                     | 1 Золото 2 Серебра                        | 3 медали                                  | 28                                        | 22                                        | 0                                         | 6                                         | 59                                        | 18                                        |

### Чемпионат Азии по футболу среди молодёжных команд
| Показатели выступлений на чемпионате Азии по футболу среди молодёжных команд | Показатели выступлений на чемпионате Азии по футболу среди молодёжных команд | Показатели выступлений на чемпионате Азии по футболу среди молодёжных команд | Показатели выступлений на чемпионате Азии по футболу среди молодёжных команд | Показатели выступлений на чемпионате Азии по футболу среди молодёжных команд | Показатели выступлений на чемпионате Азии по футболу среди молодёжных команд | Показатели выступлений на чемпионате Азии по футболу среди молодёжных команд | Показатели выступлений на чемпионате Азии по футболу среди молодёжных команд | Показатели выступлений на чемпионате Азии по футболу среди молодёжных команд |
| Год                                                                          | Раунд                                                                        | Место                                                                        | М                                                                            | В                                                                            | Н                                                                            | П                                                                            | МЗ                                                                           | МП                                                                           |
| ---------------------------------------------------------------------------- | ---------------------------------------------------------------------------- | ---------------------------------------------------------------------------- | ---------------------------------------------------------------------------- | ---------------------------------------------------------------------------- | ---------------------------------------------------------------------------- | ---------------------------------------------------------------------------- | ---------------------------------------------------------------------------- | ---------------------------------------------------------------------------- |
| 2013                                                                         | Четвертьфинал                                                                | -                                                                            | 4                                                                            | 1                                                                            | 2                                                                            | 1                                                                            | 7                                                                            | 4                                                                            |
| 2016                                                                         | Золото                                                                       | 1                                                                            | 6                                                                            | 6                                                                            | 0                                                                            | 0                                                                            | 15                                                                           | 4                                                                            |
| 2018                                                                         | Четвертьфинал                                                                | -                                                                            | 4                                                                            | 3                                                                            | 0                                                                            | 1                                                                            | 5                                                                            | 5                                                                            |
| 2020                                                                         | Групповой этап                                                               | -                                                                            | 3                                                                            | 0                                                                            | 1                                                                            | 2                                                                            | 3                                                                            | 5                                                                            |
| Итого                                                                        | 1 Золото                                                                     | 1 медаль                                                                     | 17                                                                           | 10                                                                           | 3                                                                            | 4                                                                            | 30                                                                           | 18                                                                           |

## Награды
Летние Азиатские игры
- — 2010
- — 2002, 2018

Чемпионат Азии по футболу среди молодёжных команд
- — 2016

## Текущий состав сборной
Ниже перечислены игроки, которые были включены в заявку сборной Японии на Олимпийские игры 2020 в Японии. По правилам в заявку могут быть включены 3 игрока старше 23 лет.

Финальный состав олимпийской сборной был объявлен 22 июня 2021 года.
Тренер —  Хадзимэ Мориясу
| 1  | Вр  | Кэйсуке Осако    | 28 июля 1999 (21 год)      |  |  | Санфречче Хиросима  |  |  |  |
| 12 | Вр  | Косэй Тани       | 22 ноября 2000 (20 лет)    |  |  | Сёнан Бельмаре      |  |  |  |
| 22 | Вр  | Дзион Судзуки    | 21 августа 2002 (18 лет)   |  |  | Урава Ред Даймондс  |  |  |  |
|    |     |                  |                            |  |  |                     |  |  |  |
| 2  | Защ | Хироки Сакаи     | 12 апреля 1990 (31 год)    |  |  | Урава Ред Даймондс  |  |  |  |
| 3  | Защ | Юта Накаяма      | 16 февраля 1997 (24 года)  |  |  | ПЕК Зволле          |  |  |  |
| 4  | Защ | Ко Итакура       | 27 января 1997 (24 года)   |  |  | Манчестер Сити      |  |  |  |
| 5  | Защ | Мая Ёсида        | 24 августа 1988 (32 года)  |  |  | Сампдория           |  |  |  |
| 13 | Защ | Рэо Хататэ       | 21 ноября 1997 (23 года)   |  |  | Кавасаки Фронтале   |  |  |  |
| 14 | Защ | Такэхиро Томиясу | 5 ноября 1998 (22 года)    |  |  | Болонья             |  |  |  |
| 15 | Защ | Дайки Хасиока    | 17 мая 1999 (22 года)      |  |  | Сент-Трюйден        |  |  |  |
| 20 | Защ | Коки Матида      | 25 августа 1997 (23 года)  |  |  | Касима Антлерс      |  |  |  |
| 21 | Защ | Аюму Сэко        | 7 июня 2000 (21 год)       |  |  | Сересо Осака        |  |  |  |
|    |     |                  |                            |  |  |                     |  |  |  |
| 6  | ПЗ  | Ватару Эндо      | 9 февраля 1993 (28 лет)    |  |  | Штутгарт            |  |  |  |
| 7  | ПЗ  | Такэфуса Кубо    | 4 июня 2001 (20 лет)       |  |  | Реал Мадрид         |  |  |  |
| 8  | ПЗ  | Кодзи Миёси      | 26 марта 1997 (24 года)    |  |  | Антверпен           |  |  |  |
| 10 | ПЗ  | Рицу Доан        | 16 июня 1998 (23 года)     |  |  | ПСВ                 |  |  |  |
| 11 | ПЗ  | Каору Митома     | 20 мая 1997 (24 года)      |  |  | Кавасаки Фронтале   |  |  |  |
| 16 | ПЗ  | Юки Сома         | 25 февраля 1997 (24 года)  |  |  | Нагоя Грампус       |  |  |  |
| 17 | ПЗ  | Ао Танака        | 10 сентября 1998 (22 года) |  |  | Фортуна             |  |  |  |
|    |     |                  |                            |  |  |                     |  |  |  |
| 9  | Нап | Дайдзэн Маэда    | 20 октября 1997 (23 года)  |  |  | Иокогама Ф. Маринос |  |  |  |
| 18 | Нап | Аясэ Уэда        | 28 августа 1998 (22 года)  |  |  | Касима Антлерс      |  |  |  |
| 19 | Нап | Даити Хаяси      | 23 мая 1997 (24 года)      |  |  | Саган Тосу          |  |  |  |